# Ridolini cameriere
Ridolini cameriere (The Head Waiter) è un cortometraggio muto del 1919 scritto, diretto ed interpretato da Larry Semon.

## Trama
Il clown Ridolini si trova a lavorare come cameriere presso un ristorante. Come al solito egli ne combina di tutti i colori, creando seri problemi al gestore del locale il quale non sopporta che il cameriere, trascurando il suo impiego, faccia il cascamorto con la bella e giovane cassiera. Come se non bastasse un giorno dei ladri entrano nel ristorante minacciando il proprietario e la clientela. Un corpulento e goffo poliziotto cerca di risolvere la situazione ma ben presto si ritrova disarmato e in ostaggio. Solo Ridolini riuscirà a salvare tutti affrontando come può i manigoldi mettendoli fuori combattimento uno dopo l'altro, animato dall'amore che prova per la cassiera che lo ricompenserà alla fine dell'avventura.

## Produzione
Il film fu prodotto dalla Vitagraph Company of America (come Big V Special Comedies)

## Distribuzione
Distribuito dalla Vitagraph Company of America, il film - un cortometraggio di venti minuti - uscì nelle sale statunitensi il 1º dicembre 1919 con il titolo originale The Head Waiter. In Danimarca, il film venne ribattezzato Kærligheds-Kelneren.